# Новопангея

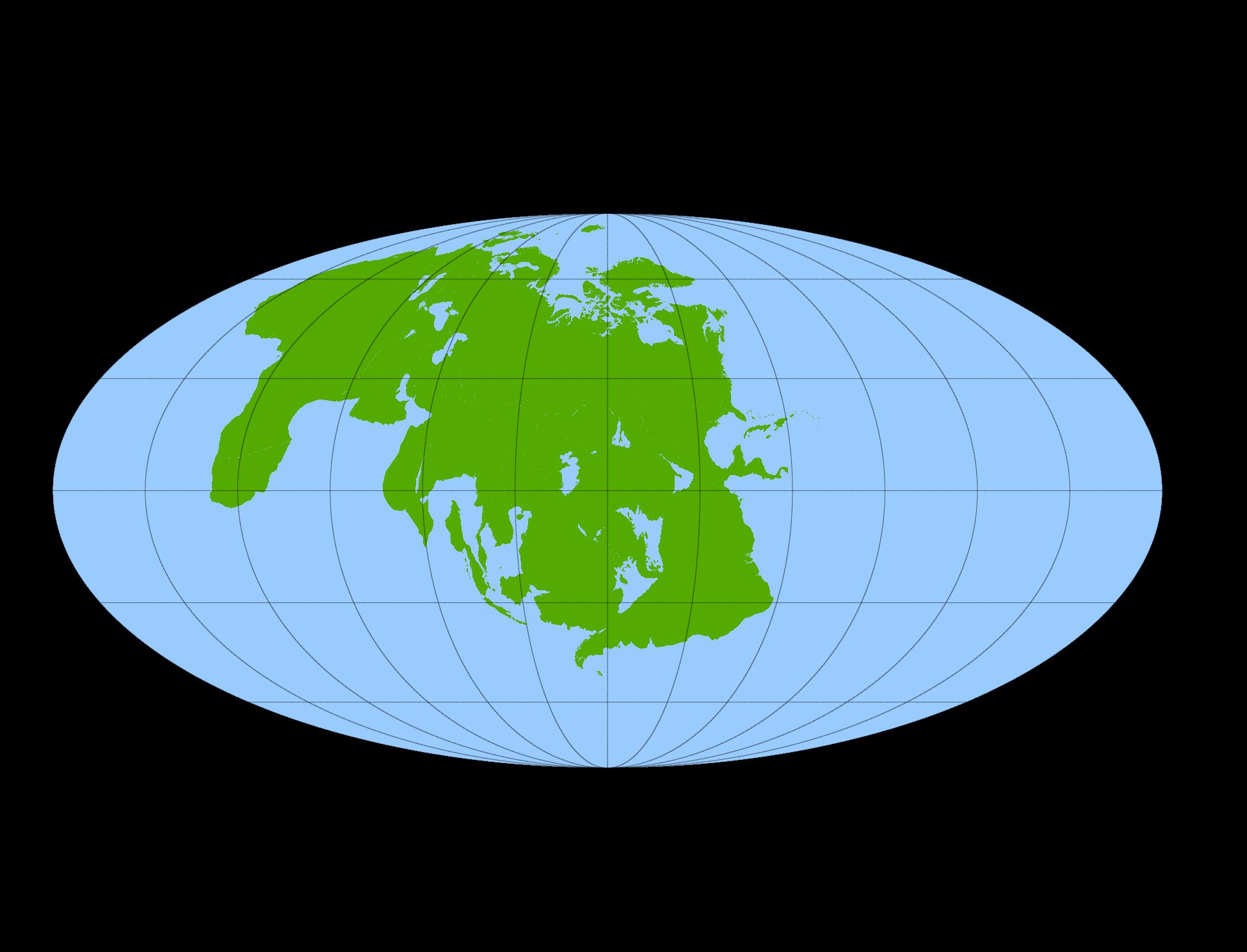
Гипотетический вид Новопангеи, через 200 миллионов лет

Новопангея — возможный будущий суперконтинент, предположение о котором в конце 1990-х выдвинул Рой Ливермор, учёный из Кембриджского университета. Континент образуется при условии закрытия Тихого океана соединением Австралии с восточной Азией и смещением Антарктиды к северу. То есть континенты будут сгруппированны в обратном Пангеи порядке: Америка соединится с Антарктидой, с Евразией, Австралия окажется между ними, Африка пристанет к ним с запада. Тихий океан уменьшится и Атлантический океан, наоборот, увеличится. 
Амазия, Новопангея и Пангея Ультима рассмотрены в книге «Суперконтинент» Теда Нилда и проиллюстрированы в статье «Пангея, возвращение» в журнале «New Scientist» от 20 октября 2007 года.

## В фильмах
- Новопангея была показана в фильме «Дикий мир будущего».